# Theridion banksi
Theridion banksi är en spindelart som beskrevs av Lucien Berland 1920. Theridion banksi ingår i släktet Theridion och familjen klotspindlar. Inga underarter finns listade i Catalogue of Life.